# Юисаунд

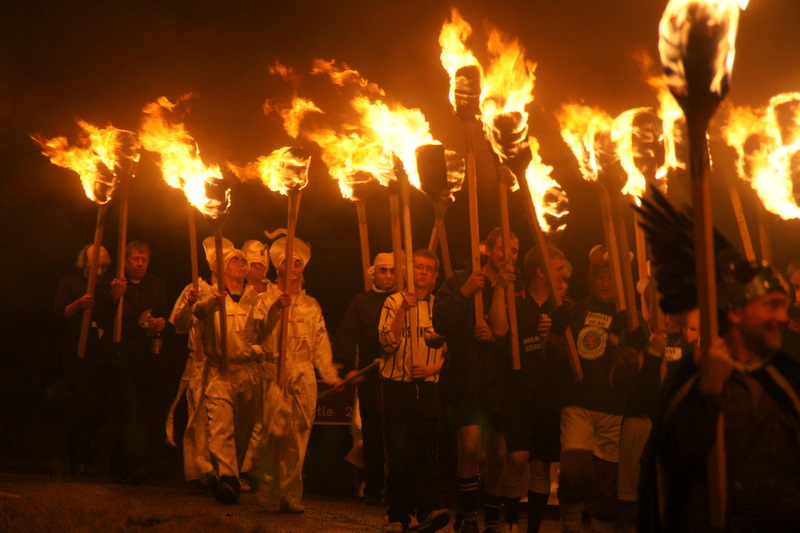
Фестиваль «Up Helly Aa» в Юисаунде

Юисаунд (англ. Uyeasound) — деревня в южной части острова Анст в архипелаге Шетландских островов.

## География
Расположена на берегу бухты Юи, врезанной в южный берег острова и ограниченной островом Юи.

## Экономика
В километре к северо-западу от Юисаунда проходит автодорога «A968», которая связывает деревню с Харольдсуиком на севере и с островом Мейнленд на юге.

## Культура
В деревне в начале каждого года проводится фестиваль «Up Helly Aa».
В трёх километрах к востоку от деревни расположен замок Мунесс, построенный в 1598 году Лоренсом Брюсом (1547—1617).

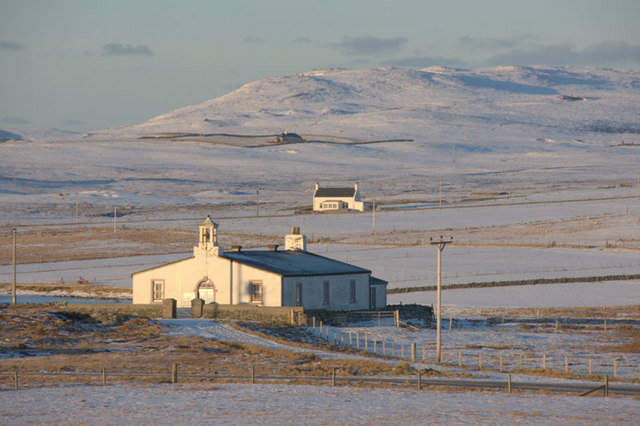
Церковь «Юисаунд-Кирк».

Действующая церковь «Юисаунд-Кирк» 1843 года постройки. В 1998 году здание и окружающие её постройки были включены в список архитектурных памятников категории «B»